# Répási Györgyné
Répási Györgyné (Zemplénagárd, 1949. március 17.) egyetemi tanár, a Nyíregyházi Főiskola Orosz Nyelv és Irodalom Tanszékének oktatója.

## Élete és pályafutása
A Debreceni Egyetem magyar-orosz szakán diplomázott 1972-ben, ekkor kezdett el a Nyíregyházi Főiskolán dolgozni tanársegédként. Egyetemi doktori címet 1981-ben szerzett, 1990-ben pedig kandidátusi fokozatot. 2004 óta egyetemi tanári beosztásban dolgozik. Kutatási területe az orosz beszélt nyelv és az idegennyelvi hatások az orosz üzleti nyelvben. Mintegy 130 publikációja jelent meg, több főiskolai tankönyv és segédanyag szerzője illetve társszerzője.

## Megjelent munkái
- Orosz-magyar szakszótár és szöveggyűjtemény; Tankönyvkiadó, Bp., 1979
- Orosz nyelvi jegyzet; Tankönyvkiadó, Bp., 1980
- Főnevek az orosz beszélt nyelvben; Szabolcs-Szatmár Megyei Pedagógiai Intézet, Nyíregyháza, 1990
- Répási Györgyné–Székely Gábor: Szövegkönyv a J-045 Orosz nyelv- és stílusgyakorlatok című hangosított diasorozathoz. Tanárképző főiskolák. Egységes jegyzet; Tankönyvkiadó, Bp., 1990
- Orosz nyelvkönyv haladóknak; szerk. Répási Györgyné, Németh Gyuláné; Bessenyei, Nyíregyháza, 1994
- Orosz nyelvtan. Alaktani gyakorlókönyv. Az orosz névszók. Feladatgyűjtemény; Bessenyei, Nyíregyháza, 1998
- Szavak a beszédben – szavak a nyelvben; Bessenyei, Nyíregyháza, 1999
- Orosz sajtónyelvi szöveggyűjtemény. Orosz nyelvű oktatási segédanyag; szerk. Laczik Mária, Répási Györgyné; Bessenyei, Nyíregyháza, 2000
- Russzkij rok i russkaja grammatyika. Ucsebnoje poszobije po russzkomu jaziku dlja sztugyentov bazovogo urovnya i vise; többekkel; : Bessenyei, Nyíregyháza, 2010
- Túlzásba vitt orosz szavak. A fokozódó értelmű szókapcsolatok magyar-orosz szótára / Szlovar' ekvivalentnosztyi uszilityelnih szlovoszocsetanyij vengerszkogo i russzkogo jazikov; Tinta, Bp., 2015 (Segédkönyvek a nyelvészet tanulmányozásához)